# أحمد الزاهري
أحمد الزاهري (مواليد 6 نوفمبر 1990) هو لاعب كرة قدم سعودي يلعب في نادي السلمية .

## مسيرة اللاعب
لعب سابقاً في أولمبي الوحدة و أندية النصر و الكوكب و سدوس و السلمية .